# Bupleurum koechelii
Bupleurum koechelii är en flockblommig växtart som beskrevs av Edward Fenzl. Bupleurum koechelii ingår i släktet harörter, och familjen flockblommiga växter. Inga underarter finns listade i Catalogue of Life.